# SM-liiga 2006/07
Die Saison 2006/07 war die 32. Spielzeit in der SM-liiga. Sie begann am 14. September 2006 und endete am 12. April 2007. Finnischer Eishockey-Meister wurde zum vierten Mal Kärpät Oulu.
Im Frühjahr 2007 hatte ein Team aus der Mestis die Möglichkeit in die SM-liiga aufzusteigen und die 15. Mannschaft der höchsten Liga zu bilden (siehe Mestis 2006/07#SM-liiga-Qualifikation).

## Reguläre Saison

### Modus
Jedes Team musste viermal gegen jedes andere Team in der Liga und viermal zusätzlich gegen örtlich nahegelegene Mannschaften spielen. Jedes Spiel bestand aus 3 mal 20 Minuten. Sollte es nach der regulären Zeit unentschieden gestanden haben, wurden fünf Minuten Verlängerung gespielt. Das erste Tor in der Verlängerung entschied das Spiel für die Mannschaft, die das Tor geschossen hatte. Im Fall, dass nach der Verlängerung immer noch kein Sieger gefunden war, wurde das Spiel durch Penalty-Schießen entschieden.
Ein Sieg in der regulären Spielzeit brachte einer Mannschaft drei Punkte. Ein Sieg und eine Niederlage nach Verlängerung wurde mit zwei bzw. einem Punkt vergütet. Für eine Niederlage in regulärer Spielzeit gab es keine Punkte.

### Abschlusstabelle
Quelle: liiga.fi
Abkürzungen: Sp = Spiele, S = Siege, SnV = Siege nach Verlängerung, NnV = Niederlagen nach Verlängerung, N = Niederlagen, ET= Erzielte Tore, GT = Gegentore, TD = Tordifferenz P = Punkte

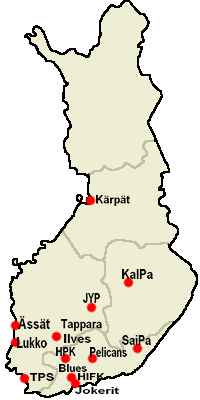
Lage der Clubs, der SM-liiga-Saison 2006/07

| Rang | Mannschaft | Sp | S  | SnV | NnV | N  | ET  | GT  | TD  | P   |
| ---- | ---------- | -- | -- | --- | --- | -- | --- | --- | --- | --- |
| 1.   | Kärpät     | 56 | 33 | 6   | 4   | 13 | 197 | 125 | +72 | 115 |
| 2.   | Jokerit    | 56 | 32 | 6   | 3   | 15 | 194 | 144 | +50 | 111 |
| 3.   | HPK        | 56 | 25 | 11  | 5   | 15 | 192 | 160 | +32 | 102 |
| 4.   | Tappara    | 56 | 28 | 3   | 8   | 17 | 159 | 130 | +29 | 98  |
| 5.   | Blues      | 56 | 24 | 5   | 10  | 17 | 156 | 135 | +21 | 92  |
| 6.   | HIFK       | 56 | 25 | 5   | 5   | 21 | 165 | 159 | +6  | 90  |
| 7.   | TPS        | 56 | 23 | 6   | 5   | 22 | 167 | 155 | +12 | 86  |
| 8.   | Lukko      | 56 | 21 | 5   | 8   | 22 | 183 | 191 | −8  | 81  |
| 9.   | Ilves      | 56 | 21 | 6   | 5   | 24 | 139 | 147 | −8  | 80  |
| 10.  | Pelicans   | 56 | 19 | 7   | 6   | 24 | 147 | 151 | −4  | 77  |
| 11.  | SaiPa      | 56 | 19 | 4   | 4   | 29 | 150 | 181 | −31 | 72  |
| 12.  | JYP        | 56 | 15 | 7   | 8   | 26 | 138 | 165 | −27 | 67  |
| 13.  | Ässät      | 56 | 15 | 3   | 3   | 35 | 133 | 199 | −66 | 54  |
| 14.  | KalPa      | 56 | 12 | 5   | 5   | 34 | 130 | 208 | −78 | 51  |

### Beste Scorer
Quelle: liiga.fi
Abkürzungen: Sp = Spiele, T = Tore, A = Assists, P = Punkte, SM = Strafminuten
|     | Spieler            | Team    | Sp | T  | A  | P  | +/- | SM |
| --- | ------------------ | ------- | -- | -- | -- | -- | --- | -- |
| 1.  | Martin Kariya      | Blues   | 51 | 18 | 43 | 61 | 17  | 58 |
| 2.  | Josef Straka       | Lukko   | 56 | 24 | 36 | 60 | −8  | 66 |
| 3.  | Juha-Pekka Haataja | Lukko   | 56 | 27 | 32 | 59 | −3  | 52 |
| 4.  | Kim Hirschovits    | Jokerit | 54 | 19 | 40 | 59 | 16  | 62 |
| 5.  | Stephen Guolla     | HIFK    | 49 | 11 | 45 | 56 | 4   | 44 |
| 6.  | Janne Pesonen      | Kärpät  | 56 | 22 | 33 | 55 | 22  | 38 |
| 7.  | Shayne Toporowski  | Lukko   | 55 | 19 | 34 | 53 | −8  | 86 |
| 8.  | Jani Rita          | Jokerit | 56 | 32 | 20 | 52 | 24  | 28 |
| 9.  | Toni Mäkiaho       | HPK     | 55 | 15 | 36 | 51 | −6  | 51 |
| 10. | Kimmo Kuhta        | HIFK    | 55 | 24 | 26 | 50 | 5   | 32 |

### Beste Torhüter
Quelle: liiga. fi; Abkürzungen:  SP = Spiele, Min = Spielzeit (min:sek), S = Siege; N = Niederlagen, GT = Gegentore, GS = gehaltene Schüsse, SO = Shutouts, GTS = Gegentorschnitt, GS% = gehaltene Schüsse (in %)
| Spieler        | Team    | Sp | Min     | S  | U  | N  | GT  | GS   | SO | GTS  | GS%   |
| -------------- | ------- | -- | ------- | -- | -- | -- | --- | ---- | -- | ---- | ----- |
| Tuomas Tarkki  | Kärpät  | 46 | 2735:51 | 26 | 7  | 12 | 91  | 1297 | 6  | 2,00 | 93,44 |
| Tommi Nikkilä  | Tappara | 36 | 2122:05 | 20 | 7  | 7  | 71  | 942  | 4  | 2,01 | 92,99 |
| Jan Lundell    | HIFK    | 50 | 2881:02 | 23 | 9  | 18 | 120 | 1544 | 2  | 2,5  | 92,79 |
| Tuukka Rask    | Ilves   | 49 | 2871:51 | 18 | 10 | 18 | 114 | 1459 | 3  | 2,38 | 92,75 |
| Bernd Brückler | Blues   | 51 | 3076:50 | 23 | 13 | 14 | 109 | 1368 | 7  | 2,13 | 92,62 |

## Play-offs
Quelle: liiga.fi

### Modus
Die Plätze 1–6 waren automatisch für die Play-offs qualifiziert. Die Plätze 7–10 mussten sich in einer zusätzlichen Best-of-3-Runde durchsetzen, wobei Platz 7 gegen Platz 10 und Platz 8 gegen Platz 9 antrat.
Für das Halbfinale qualifizierten sich die Mannschaften, die im Viertelfinale gegen ihren Gegner von maximal sieben Spielen vier gewonnen hatten. Im Halbfinale wurden nur noch maximal fünf Spiele ausgetragen. Die Sieger der Halbfinals zogen ins Finale ein, während die Verlierer im kleinen Finale um den dritten Platz spielten. Im Finale wurden ebenfalls maximal fünf Spiele gespielt. In der Runde um Platz 3 wurde lediglich ein Spiel gespielt. Die jeweiligen Gegner wurden so zusammengestellt, dass die bestplatzierte Mannschaft gegen die schlechteste spielt, die zweitbeste, gegen die zweitschlechteste, und so weiter. Ein Spiel dauerte, so wie in der Hauptsaison, 3 mal 20 Minuten. Nach der regulären Zeit wurden Verlängerungen von jeweils 20 Minuten Länge gespielt, bis ein Sieger durch ein entscheidendes Tor gefunden wurde.

### Play-off-Qualifikation
| TPS – Pelicans                      | TPS – Pelicans | TPS – Pelicans | TPS – Pelicans |
| ----------------------------------- | -------------- | -------------- | -------------- |
| 9. März                             | TPS            | Pelicans       | 0:2            |
| 11. März                            | Pelicans       | TPS            | 3:1            |
| Pelicans qualifiziert sich mit 2:0. |                |                |                |

| Lukko – Ilves                    | Lukko – Ilves | Lukko – Ilves | Lukko – Ilves |
| -------------------------------- | ------------- | ------------- | ------------- |
| 9. März                          | Lukko         | Ilves         | 3:2           |
| 11. März                         | Ilves         | Lukko         | 2:1           |
| 13. März                         | Lukko         | Ilves         | 2:5           |
| Ilves qualifiziert sich mit 2:1. |               |               |               |

### Turnierbaum
|  | Viertelfinale   | Viertelfinale   |                 |                | Halbfinale       | Halbfinale |  |  | Finale   | Finale   |
|  |                 |                 |                 |                |                  |            |  |  |          |          |
|  | 15. – 20.3.2007 |                 |                 |                |                  |            |  |  |          |          |
|  | Kärpät          | 4               |                 |                |                  |            |  |  |          |          |
|  | Kärpät          | 4               | 28. – 31.3.2007 |                |                  |            |  |  |          |          |
|  | Pelicans        | 0               |                 |                |                  |            |  |  |          |          |
|  | Pelicans        | 0               | Kärpät          | 3              |                  |            |  |  |          |          |
|  |                 |                 | Kärpät          | 3              |                  |            |  |  |          |          |
|  |                 | Blues           | 0               |                |                  |            |  |  |          |          |
|  | Tappara         | Blues           | 0               | 1              |                  |            |  |  |          |          |
|  | Tappara         |                 |                 | 1              |                  |            |  |  |          |          |
|  | Blues           | 4               |                 | 7. – 12.3.2007 | 7. – 12.3.2007   |            |  |  |          |          |
|  | 15. – 22.3.2007 | 15. – 22.3.2007 | Kärpät          | 3              |                  |            |  |  |          |          |
|  | 15. – 20.3.2007 | 15. – 20.3.2007 |                 | Jokerit        | 0                |            |  |  |          |          |
|  | Jokerit         | 4               |                 |                |                  |            |  |  |          |          |
|  | Ilves           | 0               |                 |                |                  |            |  |  |          |          |
|  | Ilves           | 0               | Jokerit         | 3              |                  |            |  |  |          |          |
|  |                 |                 | Jokerit         | 3              | Spiel um Platz 3 |            |  |  |          |          |
|  |                 | HPK             | 0               |                |                  |            |  |  |          |          |
|  | HPK             | HPK             | 0               | 4              | HPK              | 1          |  |  |          |          |
|  | HPK             | 28. – 31.3.2007 |                 | 4              | HPK              | 1          |  |  |          |          |
|  | HIFK            | 1               |                 | Blues          | 0                |            |  |  |          |          |
|  | HIFK            | 1               |                 |                | 0                |            |  |  |          |          |
|  | 15. – 22.3.2007 | 15. – 22.3.2007 |                 |                |                  |            |  |  | 5.4.2007 | 5.4.2007 |

### Viertelfinale
| Kärpät – Pelicans                 | Kärpät – Pelicans | Kärpät – Pelicans | Kärpät – Pelicans |
| --------------------------------- | ----------------- | ----------------- | ----------------- |
| 15. März                          | Kärpät            | Pelicans          | 3:0               |
| 17. März                          | Pelicans          | Kärpät            | 0:2               |
| 19. März                          | Kärpät            | Pelicans          | 3:2 n. V.         |
| 20. März                          | Pelicans          | Kärpät            | 0:1               |
| Kärpät gewinnt die Runde mit 4:0. |                   |                   |                   |

| Jokerit – Ilves                    | Jokerit – Ilves | Jokerit – Ilves | Jokerit – Ilves |
| ---------------------------------- | --------------- | --------------- | --------------- |
| 15. März                           | Jokerit         | Ilves           | 2:1             |
| 17. März                           | Ilves           | Jokerit         | 1:4             |
| 19. März                           | Jokerit         | Ilves           | 6:1             |
| 20. März                           | Ilves           | Jokerit         | 2:4             |
| Jokerit gewinnt die Runde mit 4:0. |                 |                 |                 |

| HPK – HIFK                     | HPK – HIFK | HPK – HIFK | HPK – HIFK |
| ------------------------------ | ---------- | ---------- | ---------- |
| 15. März                       | HPK        | HIFK       | 4:1        |
| 17. März                       | HIFK       | HPK        | 2:1        |
| 19. März                       | HPK        | HIFK       | 5:0        |
| 20. März                       | HIFK       | HPK        | 2:4        |
| 22. März                       | HPK        | HIFK       | 2:1 n. V.  |
| HPK gewinnt die Runde mit 4:1. |            |            |            |

| Tappara – Blues                  | Tappara – Blues | Tappara – Blues | Tappara – Blues |
| -------------------------------- | --------------- | --------------- | --------------- |
| 15. März                         | Tappara         | Blues           | 3:2 n. V.       |
| 17. März                         | Blues           | Tappara         | 3:2 n. V.       |
| 19. März                         | Tappara         | Blues           | 1:7             |
| 20. März                         | Blues           | Tappara         | 2:0             |
| 22. März                         | Tappara         | Blues           | 1:2 n. V.       |
| Blues gewinnt die Runde mit 4:1. |                 |                 |                 |

### Halbfinale
| Kärpät – Blues                    | Kärpät – Blues | Kärpät – Blues | Kärpät – Blues |
| --------------------------------- | -------------- | -------------- | -------------- |
| 28. März                          | Kärpät         | Blues          | 4:1            |
| 30. März                          | Blues          | Kärpät         | 2:3            |
| 31. März                          | Kärpät         | Blues          | 3:2 n. V.      |
| Kärpät gewinnt die Runde mit 3:0. |                |                |                |

| Jokerit – HPK                      | Jokerit – HPK | Jokerit – HPK | Jokerit – HPK |
| ---------------------------------- | ------------- | ------------- | ------------- |
| 28. März                           | Jokerit       | HPK           | 2:1 n. V.     |
| 30. März                           | HPK           | Jokerit       | 1:2 n. V.     |
| 31. März                           | Jokerit       | HPK           | 4:0           |
| Jokerit gewinnt die Runde mit 3:0. |               |               |               |

### Dritter Platz

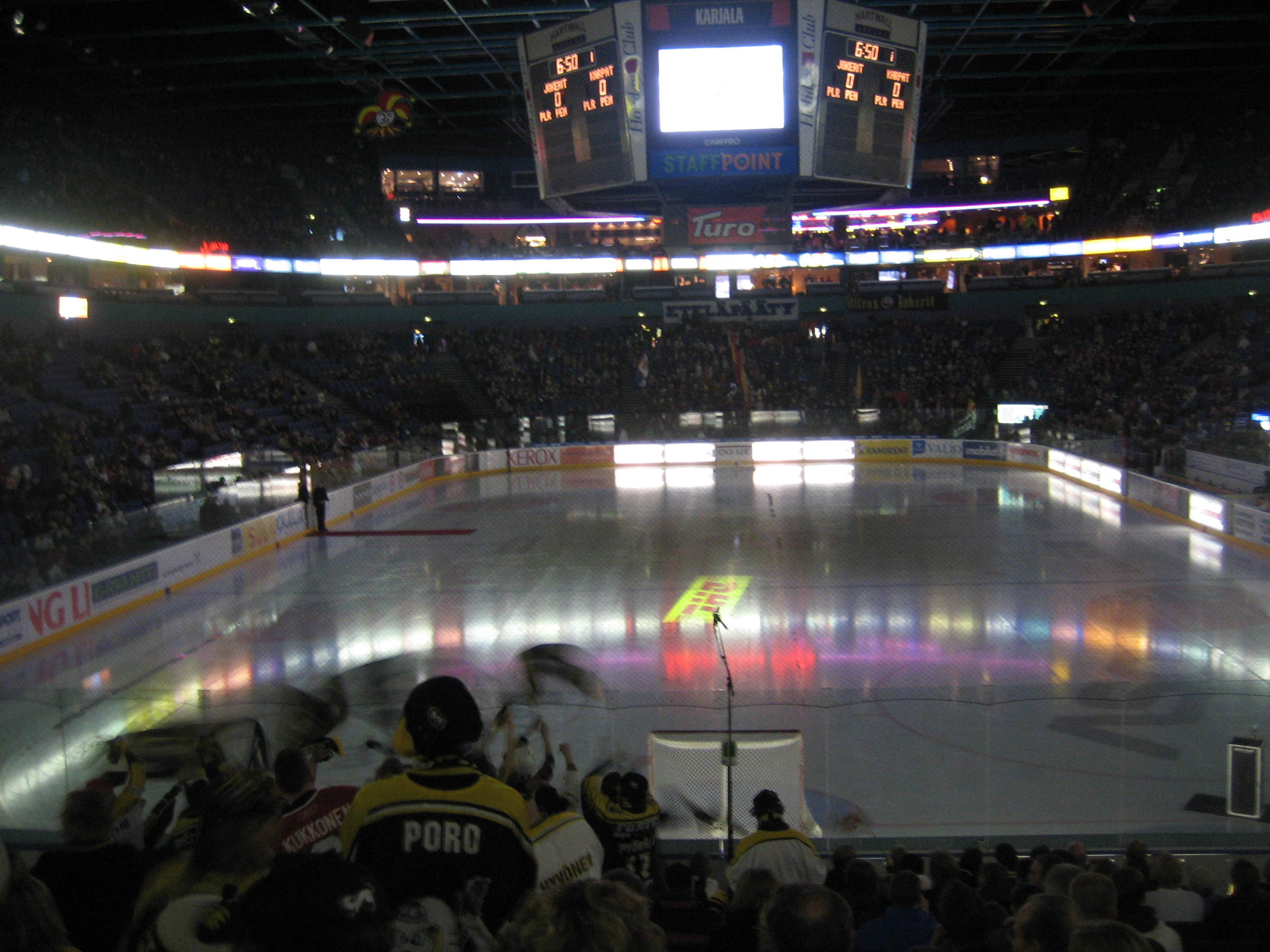
Zweites Spiel des Finales zwischen Kärpät und Jokerit in der Hartwall Areena

| HPK – Blues         | HPK – Blues | HPK – Blues | HPK – Blues |
| ------------------- | ----------- | ----------- | ----------- |
| 5. April            | HPK         | Blues       | 7:2         |
| HPK gewinnt Bronze. |             |             |             |

### Finale
| Kärpät – Jokerit | Kärpät – Jokerit | Kärpät – Jokerit | Kärpät – Jokerit |
| ---------------- | ---------------- | ---------------- | ---------------- |
| 7. April         | Kärpät           | Jokerit          | 3:2              |
| 10. April        | Jokerit          | Kärpät           | 2:4              |
| 12. April        | Kärpät           | Jokerit          | 5:2              |

Kärpät gewinnt das Playoff-Finale um die Meisterschaft 3:0 gegen Jokerit.

### Finnischer Meister
| Finnischer Meister Kärpät Oulu | Torhüter: Tuomas Tarkki, Jaakko Suomalainen Verteidiger: Josef Boumedienne, Topi Jaakola, Oskari Korpikari, Jukka-Pekka Laamanen, Tommi Leinonen, Jouni Loponen, Ross Lupaschuk, Ilkka Mikkola, Antti Ylönen Angreifer: Juhamatti Aaltonen, Antti Aarnio, Mikko Alikoski, Michal Broš, Hannes Hyvönen, Jyri Junnila, Veikko Karppinen, Tomi Mustonen, Teemu Normio, Tommi Paakkolanvaara, Janne Pesonen, Mika Pyörälä, Kalle Sahlstedt, Viktor Ujčík, Jari Viuhkola Cheftrainer: Kari Jalonen |

### Beste Scorer
Quelle: liiga.fi;
Abkürzungen: Sp = Spiele, T = Tore, A = Assists, P = Punkte, SM = Strafminuten, +/- = Plus/Minus
| Spieler        | Mannschaft | Sp | T | V  | Pkt | +/− | SM |
| -------------- | ---------- | -- | - | -- | --- | --- | -- |
| Michal Broš    | Kärpät     | 10 | 6 | 6  | 12  | 11  | 18 |
| Tim Stapleton  | Jokerit    | 10 | 6 | 4  | 10  | 5   | 8  |
| Jari Viuhkola  | Kärpät     | 10 | 4 | 6  | 10  | 7   | 6  |
| Clarke Wilm    | Jokerit    | 10 | 2 | 8  | 10  | 5   | 14 |
| Ross Lupaschuk | Kärpät     | 10 | 1 | 9  | 10  | 10  | 18 |
| Ville Leino    | HPK        | 8  | 1 | 9  | 10  | 6   | 31 |
| Tony Virta     | Jokerit    | 10 | 0 | 10 | 10  | 6   | 31 |
| Janne Lahti    | HPK        | 9  | 8 | 1  | 9   | 4   | 4  |
| Toni Koivisto  | Ilves      | 7  | 4 | 4  | 8   | 1   | 0  |
| Jari Tolsa     | Blues      | 9  | 3 | 5  | 8   | 4   | 6  |

### Beste Torhüter
Quelle: liiga.fi
Abkürzungen: SP = Spiele, Min = Spielzeit (min:sek), S = Siege; N = Niederlagen, GT = Gegentore, GS = gehaltene Schüsse, SO = Shutouts, GTS = Gegentorschnitt, Sv% = gehaltene Schüsse (in %)
| Spieler       | Mannschaft | Sp | Min    | S  | N | GT | GS  | SO | GTS  | Sv%   |
| ------------- | ---------- | -- | ------ | -- | - | -- | --- | -- | ---- | ----- |
| Tuomas Tarkki | Kärpät     | 10 | 619:43 | 10 | 0 | 13 | 293 | 3  | 1,26 | 95,75 |
| Andy Chiodo   | HPK        | 9  | 608:52 | 5  | 4 | 15 | 294 | 1  | 1,48 | 95,15 |
| Antti Niemi   | Pelicans   | 6  | 370:35 | 2  | 4 | 9  | 175 | 1  | 1,46 | 95,11 |
| Juuso Riksman | Jokerit    | 10 | 653:08 | 7  | 3 | 13 | 314 | 1  | 1,56 | 94,86 |
| Tuukka Rask   | Ilves      | 7  | 379:10 | 2  | 5 | 20 | 243 | 0  | 3,02 | 92,4  |

## Auszeichnungen
Quelle: sm-liiga.fi

### Trophäen
| Auszeichnung                    | Gewinner             | Team    |
| ------------------------------- | -------------------- | ------- |
| Aarne-Honkavaara-Trophäe        | Jani Rita            | Jokerit |
| Aaro-Kivilinna-Gedenk-Trophäe   | Blues                | Blues   |
| Harry-Lindbladin-Gedenk-Trophäe | Kärpät               | Kärpät  |
| Jari-Kurri-Trophäe              | Janne Pesonen        | HPK     |
| Jarmo Wasaman muistopalkinto    | Tuomas Suominen      | TPS     |
| Kalevi-Numminen-Trophäe         | Kari Jalonen         | Kärpät  |
| Kanada-malja                    | Kärpät               | Kärpät  |
| Kultainen kypärä                | Cory Murphy          | HIFK    |
| Lasse-Oksanen-Trophäe           | Cory Murphy          | HIFK    |
| Matti-Keinonen-Trophäe          | Martti Järventie     | Jokerit |
| Pekka-Rautakallio-Trophäe       | Cory Murphy          | HIFK    |
| Pentti-Isotalo-Trophäe          | Seppo Lindroos       | –       |
| Raimo-Kilpiö-Trophäe            | Tommi Paakkolanvaara | Kärpät  |
| Unto-Wiitala-Trophäe            | Timo Favorin         | –       |
| Urpo-Ylönen-Trophäe             | Tuomas Tarkki        | Kärpät  |
| Veli-Pekka-Ketola-Trophäe       | Martin Kariya        | Blues   |

### All-Star Team
| Tor          | Tuomas Tarkki | Tuomas Tarkki | Tuomas Tarkki | Tuomas Tarkki | Tuomas Tarkki | Tuomas Tarkki |
| Verteidigung | Cory Murphy   | Cory Murphy   | Cory Murphy   | Mikko Mäenpää | Mikko Mäenpää | Mikko Mäenpää |
| Sturm        | Janne Pesonen | Janne Pesonen | Jari Viuhkola | Jari Viuhkola | Jani Rita     | Jani Rita     |

## Zuschauerstatistik
Diese Tabelle zeigt die Zuschauerzahlen bei Heimspielen. Die Spiele wurden in 13 verschiedenen Eishallen ausgetragen (Ilves und Tappara teilten sich eine Halle).
| Team     | Eishalle              | Kapazität | Zuschauer Hauptrunde | Zuschauer Playoffs | Zuschauer gesamt | Zuschauer Ø | ausverkauft | Auslastung in % |
| -------- | --------------------- | --------- | -------------------- | ------------------ | ---------------- | ----------- | ----------- | --------------- |
| Blues    | LänsiAuto Areena      | 6.914     | 133.365              | 14.691             | 148.056          | 4.776       | 0           | 69,08           |
| HIFK     | Helsingin Jäähalli    | 8.120     | 185.614              | 13.861             | 199.475          | 6.648       | 4           | 81,89           |
| HPK      | Ritarihalli           | 5.000     | 99.568               | 22.723             | 122.291          | 3.706       | 1           | 74,12           |
| Ilves    | Tampereen jäähalli    | 7.800     | 158.468              | 11.791             | 170.259          | 5.492       | 2           | 70,41           |
| Jokerit  | Hartwall Areena       | 13.665    | 249.980              | 38.444             | 288.424          | 8.740       | 1           | 63,96           |
| JYP      | Jyväskylän Jäähalli   | 4.500     | 93.822               | 0                  | 93.822           | 3.351       | 0           | 69,63           |
| KalPa    | Niiralan Monttu       | 5.165     | 87.349               | 0                  | 87.349           | 3.120       | 0           | 60,40           |
| Kärpät   | Oulun Energia Areena  | 6.614     | 159.691              | 35.878             | 195.569          | 5.752       | 7           | 86,97           |
| Lukko    | Lännen Puhelin Areena | 5.400     | 105.531              | 7.353              | 112.884          | 3.763       | 2           | 69,68           |
| Pelicans | Isku Areena           | 5.098     | 113.167              | 13.916             | 127.083          | 4.099       | 2           | 80,41           |
| SaiPa    | Kisapuisto            | 5.200     | 96.292               | 0                  | 96.292           | 3.439       | 0           | 66,13           |
| Tappara  | Tampereen jäähalli    | 7.800     | 157.345              | 12.995             | 170.340          | 5.495       | 1           | 70,45           |
| TPS      | Turkuhalli            | 11.820    | 180.350              | 3.147              | 183.497          | 6.327       | 0           | 53,53           |
| Ässät    | Porin jäähalli        | 6.421     | 122.950              | 0                  | 122.950          | 4.391       | 1           | 68,39           |
| gesamt   |                       | 99.517    | 1.943.492            | 174.799            | 2.118.291        | 4.984       | 21          | 70,12           |